# 国際平和活動
国際平和活動（こくさいへいわかつどう、英: Peace Support Operations）は、国際連合憲章の目的と原則を追求するために、外交・文民・軍事の手段を公平に用いて平和の回復と維持の目的で行われる、広義での平和活動の総称。主に欧州、カナダ、アフリカなどの諸国で用いられる用語だが、米国や国連でも広く使われている。したがって、国連による平和維持活動（PKO）も、このPSOの一種として捉えられる。日本では、国際平和協力（Contributions to International Peace）という用語が用いられる。英語での略称はPSO。

## 構成要素
国際平和活動（PSO）は広義の国連活動を示すため予防（Prevention）、対応（Response）、維持（Peacekeeping）、再建（Reconstruction）など、広範な概念を内包する。PSOには主に以下の活動が含まれる。
- 紛争予防（Conflict Prevention）
- 平和創造（Peacemaking）
- 平和強制（Peace enforcement）
- 平和構築（Peacebuilding）
- 平和維持（Peacekeeping）